# Apogonalia monticola
Apogonalia monticola är en insektsart som beskrevs av Fowler 1899. Apogonalia monticola ingår i släktet Apogonalia och familjen dvärgstritar. Inga underarter finns listade i Catalogue of Life.